# De visu
De visu es una locución latina que significa literalmente «con los propios ojos», «visto directamente».

## Usos
Se usa esta expresión toda vez que se quiera remarcar que cuanto se afirma se debe a la visión directa del evento. A veces se usa para indicar el encuentro entre dos o más personas.
Se usa frecuentemente en medicina, haciendo referencia a alteraciones o enfermedades que pueden ser percibidas a simple vista.
Asimismo, es muy usada en el ámbito de la Biología y la Geología, para indicar que un espécimen natural (mineral, roca, fósil, planta, animal, etcétera) se ha examinado y determinado exclusivamente basándose en sus características directamente apreciables por la vista, sin la aplicación de instrumental alguno.
- Datos: Q3704181